# Tihu
Tihu é uma cidade e uma town area committee no distrito de Nalbari, no estado indiano de Assam.

## Demografia
Segundo o censo de 2001, Tihu tinha uma população de 4301 habitantes. Os indivíduos do sexo masculino constituem 53% da população e os do sexo feminino 47%. Tihu tem uma taxa de literacia de 79%, superior à média nacional de 59,5%: a literacia no sexo masculino é de 82% e no sexo feminino é de 75%. Em Tihu, 10% da população está abaixo dos 6 anos de idade.